# Ernazar Akmataliyev
Ernazar Akmataliyev –en kirguís, Эрназар Aкматалиев– (Orto-Nura, 2 de julio de 1998) es un deportista kirguís que compite en lucha libre. Ganó una medalla de bronce en el Campeonato Mundial de Lucha de 2022, en la categoría de 70 kg.

## Palmarés internacional
| Campeonato Mundial | Campeonato Mundial | Campeonato Mundial | Campeonato Mundial |
| Año                | Lugar              | Medalla            | Categoría          |
| ------------------ | ------------------ | ------------------ | ------------------ |
| 2022               | Belgrado (Serbia)  | Medalla de bronce  | 70 kg              |